# Union Sportive Tshinkunku
O Union Sportive Tshinkunku é um clube de futebol com sede em Kananga, República Democrática do Congo. A equipe compete no Campeonato Nacional de Futebol da República Democrática do Congo.

## História
O clube foi fundado em 1959.